# أوداسيتي (برمجية)
أوداسيتي (بالإنجليزية: Audacity)‏ هو برنامج حر لمعالجة الملفات الصوتية الرقمية. يسمح البرنامج أيضًا باستحداث ملفات صوتية جديدة تسجل عبر الميكروفون. يمتلك العديد من المرشحات التي تستعمل لتطبيق بعض التأثيرات على الصوت المسجل، كتضخيمه وإضافة صدى وغيرها من التأثيرات.
يرجع الفضل في ظهور البرنامج إلى مطوره دومينيك مزوني المهندس السابق بوكالة ناسا والذي يعمل حاليا مع شركة جوجل يعمل في المشروع برفقة دومينيك قرابة العشرين مطور وثلاثين مترجم.

## وصلات خارجية
- أوداسيتي على موقع Open Hub (الإنجليزية)
- أوداسيتي على موقع Free Software Directory (الإنجليزية)
- أوداسيتي على موقع Framasoft (الفرنسية)
- أوداسيتي على موقع SourceForge (الإنجليزية)